# Martin Marstaller
Martin Marstaller (* 31. Januar 1561 in Braunschweig; † 1. Juli 1615 in Stettin) war Kammerrat und Erzieher der Söhne des Herzogs Bogislaw XIII. von Pommern.

## Leben
Marstaller wurde am 31. Januar 1561 in Braunschweig geboren. Er entstammte einer alten Familie aus dem Breisgau. Sein Vater Gervasius Marstaller (~1520–1578) hatte an der Universität Freiburg studiert und 1539 das Baccalaurat erworben, war 1541 an die Universität Wittenberg als Student der Medizin gewechselt und dort 1544 als Schüler Melanchthons zum Magister der Philosophie promoviert worden. Am 13. Juli 1546 verließ er die vom Krieg bedrohte Stadt, wechselte am 28. August 1546 an die Universität Heidelberg, absolvierte dann eine Studienreise an die Universitäten in Spanien, Frankreich, England und Italien. In Padua hat er 1552 zum Doktor der Medizin promoviert, hatte 1553 in Braunschweig eine Praxis eröffnet, war 1570 Professor der Medizin an der Universität Jena, und ging bald darauf als Leibarzt des Herzogs Wilhelm von Braunschweig nach Celle, † 3. Juni 1578 in Celle; schrieb Artis divinatricis, quam astrologiam seu iudiciariam vocant; enomia & patrocinia, quorum catalogum sequens pagella continet, Paris 1549; Bericht, wie man sich vor der Pestilenz bewahren soll, Halle 1597.
Seine Mutter, Dorothea Treutger (oder Trutiger), stammt aus Halle a. d. Saale, starb jedoch schon, als ihr Sohn Martin sieben Jahre alt war. Die Ehe wurde 1555 in Wittenberg geschlossen. Möglicherweise ging der Vater eine zweite Ehe mit Benigna Gentzel von Berneck ein (1552–1604). Gervasius Marstaller trat zum Protestantismus über. In der Schrift „Ein kurtzer bericht, auch Leichpredigt“ (1566) wird Gervasius Marstaller Dr. med. und Physicus des Fürsten von Anhalt genannt, in „De vita et obitu … Bernhardi, Principis Anhaltini“ (1570) „Medicus Luneburgensis et Anhaltini“ sowie in „Kurtzer und einfeltiger Bericht“ (1576) „der Arzney Doctor und Fürstlicher Luneburgischer Medicus zu Zell“.
Martin Marstaller hatte, soweit wir wissen, drei Brüder. Der ältere, Gervasius Marstaller jr., war herzoglicher Leibarzt in Stettin. Der zweite, Dr. jur. Protasius Marstaller (gest. 1614), wirkte als Pommerscher, später Mecklenburger Rat und war mit Anna Schütze (Schütte, 1584–1639), der Tochter eines Ratsherren aus Güstrow verheiratet. Für beide fügt Martin Marstaller 1591 in je einer in Barth gedruckten Schrift eine Widmung ein. Anlässlich der Eheschließung des Bruders Protasius im Jahre 1601 lässt er in Barth eine kleine Gratulationsschrift erscheinen. Der dritte Bruder, Wilhelm Marstaller, war Doktor beider Rechte und herzoglicher Rat. Von ihm haben wir aus einer kleinen Gedenkschrift, „Epicedia“ (1615), aus Anlass seines Todes Kenntnis. Er starb 1615 in Stettin.
Seit seinem 14. Lebensjahr besuchte Martin Marstaller die Schule in Braunschweig, studierte dann zunächst in Jena und wurde am 27. Februar 1580 an der Universität Helmstedt als Student der Medizin immatrikuliert. Studienabschlüsse oder akademische Grade ließen sich bislang nicht nachweisen. Bei allen Nennungen als Autor werden nur seine fürstlichen Titel bei Bogislaw bzw. Philipp genannt sowie der des Kaiserlichen Pfalzgrafen, jedoch niemals ein akademischer Grad. Der in der älteren Literatur mehrfach genannte Titel eines Dr. jur. beruht wohl auf einem Irrtum, zumal als Fachstudium in Helmstedt ausdrücklich die Medizin genannt wurde.
Nach Daniel Cramer kam Martin Marstaller durch seinen Bruder Gervasius nach Pommern, der in Verbindung mit Clara von Braunschweig und Lüneburg stand, die 1572 die Ehe mit Bogislaw XIII. schloss. Der pommersche Herzog Bogislaw XIII., der in Barth residierte, bestimmte den vielseitig gebildeten Martin Marstaller am 19. August 1585 zum Lehrer seiner Söhne Philipp II., Franz und Bogislaw XIV. Er sorgte für eine wissenschaftliche Bildung der Fürstensöhne und förderte das besondere Interesse Philipps II. für Kunst, Kultur und Wissenschaft, den er auch auf dessen Reisen begleitete. So reiste Martin Marstaller mit dem Prinzen von Oktober 1595 bis November 1597 nach Italien, wo sie sich vor allem in Florenz aufhielten. Ohne Zweifel ist es Marstaller zu verdanken, dass Philipp später Stettin als die einem Renaissancefürsten würdige Residenz mit Bibliothek und Kunstsammlung ausbaute.
Für seine eigene wissenschaftliche Tätigkeit nutzte er die herzogliche Buchdruckerei in Barth, wo er die meisten seiner Werke drucken ließ.
Marstaller korrespondierte 1593 mit Heinrich Rantzau, der eine Sammlung von Inschriften pommerscher Denkmäler veröffentlichten wollte. Rantzau bat ihn ebenfalls um Unterstützung für den fünften Band des „Theatrum orbis terrarum“ des Georg Braun. Die benötigten Städteansichten – außer einer Ansicht von Barth – und Abschriften konnte Marstaller jedoch nicht liefern, da kein geschickter Zeichner verfügbar war.
Als Bogislaw XIII. im Jahr 1603 die Regierung in Stettin übernahm, ernannte er Martin Marstaller zum Verwalter des Amtes Lauenburg. Marstaller war jedoch überwiegend als Kammerrat in Stettin tätig
Im Jahre 1601 ernannte Bogislaw Marstaller zu seinem Rat.
Nach dem Tod Bogislaws im Jahre 1606 und der Übernahme der Regentschaft durch Philipp II. in Stettin nahm ihn Philipp in seinen Dienst und bestellte seinen ehemaligen Lehrer zu seinem Kammerrat. Im Jahre 1610 erhob ihn Kaiser Rudolf II. in den Stand eines Pfalzgrafen. 1613 erlangte er das Diakonat der Marienkirche Stettin.
Marstaller war seit 1604 mit Margaretha Grabow, der Witwe des Heinrich Fürst verheiratet. Eine Gratulationsschrift zu diesem Ereignis war der letzte bekannte Druck der Barther Druckerei. Der Ehe entsprangen drei Kinder, zwei Söhne und eine Tochter, wobei Martin jr. und Philipp Christian bereits vor dem Vater verstarben. Nach Cramer starb Marstaller am 2. Juli 1615, morgens um 2 Uhr. Er wurde am 7. Juli in der Stettiner Marienkirche bestattet. Sein Grab verschwand 1829/30 mit dem Abriss der nach Kriegseinwirkung und Blitzschlag schwer beschädigten Kirche.